# Davis Cup 1919
In 1919 werd het toernooi om de Davis Cup  voor de 14e keer gehouden. De Davis Cup is het meest prestigieuze tennistoernooi voor landen dat sinds 1900 elk jaar wordt georganiseerd.
Australië won voor de 6e keer de Davis Cup (destijds nog de International Lawn Tennis Challenge genoemd) door in de finale het Verenigd Koninkrijk met 4-1 te verslaan.

## Finale
Australië -  Verenigd Koninkrijk 4-1 (Sydney, Australië, 16-21 januari 1920)

## Uitdagingstoernooi
|  | halve finale juli    | halve finale juli |  |                     | finale 25-27 augustus | finale 25-27 augustus |
|  |                      |                   |  |                     |                       |                       |
|  |                      |                   |  |                     |                       |                       |
|  | België               | 0                 |  |                     |                       |                       |
|  | Frankrijk            | 3                 |  |                     |                       |                       |
|  |                      |                   |  |                     | Frankrijk             | 2                     |
|  |                      |                   |  | Verenigd Koninkrijk | 3                     |                       |
|  | Verenigd Koninkrijk  | 4                 |  |                     |                       |                       |
|  | Unie van Zuid-Afrika | 1                 |  |                     |                       |                       |

## België
België speelt in de Wereldgroep.
| datum      | tegenstander | uitslag | locatie | groep  | ronde    | winst/verlies |
| ---------- | ------------ | ------- | ------- | ------ | -------- | ------------- |
| 13-07-1919 | Frankrijk    | 0-3     | thuis   | WG udt | 1e ronde | v             |

België werd al in de eerste ronde uitgeschakeld.
| niveau 1 | niveau 2 | niveau 3 | niveau 4 | niveau 5 |

Algemeen · Opzet · Finales · Winnaars 
 België ·  Nederland ·  Aruba ·  Nederlandse Antillen 

1900 · 1901 · 1902 · 1903 · 1904 · 1905 · 1906 · 1907 · 1908 · 1909 · 1910 · 1911 · 1912 · 1913 · 1914 · 1915 · 1916 · 1917 · 1918 · 1919 · 1920 · 1921 · 1922 · 1923 · 1924 · 1925 · 1926 · 1927 · 1928 · 1929 · 1930 · 1931 · 1932 · 1933 · 1934 · 1935 · 1936 · 1937 · 1938 · 1939 · 1940 · 1941 · 1942 · 1943 · 1944 · 1945 · 1946 · 1947 · 1948 · 1949 · 1950 · 1951 · 1952 · 1953 · 1954 · 1955 · 1956 · 1957 · 1958 · 1959 · 1960 · 1961 · 1962 · 1963 · 1964 · 1965 · 1966 · 1967 · 1968 · 1969 · 1970 · 1971 · 1972 · 1973 · 1974 · 1975 · 1976 · 1977 · 1978 · 1979 · 1980 · 1981 · 1982 · 1983 · 1984 · 1985 · 1986 · 1987 · 1988 · 1989 · 1990 · 1991 · 1992 · 1993 · 1994 · 1995 · 1996 · 1997 · 1998 · 1999 · 2000 · 2001 · 2002 · 2003 · 2004 · 2005 · 2006 · 2007 · 2008 · 2009 · 2010 · 2011 · 2012 · 2013 · 2014 · 2015 · 2016 · 2017 · 2018 · 2019 · 2020-2021 · 2022 · 2023 · 2024 · 2025